# Качало Андрій Миронович
Качало Андрій Миронович (28 лютого 1967) — звукорежисер, саунд-продюсер, композитор, аранжувальник.

## Життєпис
З 1974 по 1984 навчався у Тернопільській середній школі № 16. Закінчив музичну школу за класом скрипки.
З 1984 по 1991 рік навчався на фізико-математичному факультеті Тернопільського державного педагогічного інституту. З 1985 по 1987 служив в армії.
Нагороджений першою премією на фестивалі Української пісні «Тарас Бульба» (1990, м. Дубно Рівненської області). Учасник фіналів пісенних фестивалів «Червона рута» (1991, Запоріжжя), «Таврійські ігри» (1998), «Слов'янський базар» (1998).
З 1991 по 1995 роки працює режисером монтажу на телеканалі «TV-4» . З 1996 по 1999 роки — звукорежисером вокальної студії та студії звукозапису «Шанс» тернопільського палацу культури «Березіль». Від 1999 — звукорежисер і саунд-продюсер студії звукозапису «АМ Studio», від 2001 — саунд-продюсер народного артиста України Степана Гіги. Як звукорежисер і саунд-продюсер побував у Російській Федерації (2002), США (2003, 2004; разом із Грицем Драпаком).
На «АМ Studio» здійснював звукозапис для народних артистів України Степана Гіги, Віктора Павлика, Івана Поповича, заслужених артистів України Ігора Бердея, Оксани Пекун та інших.
Організовував технічне забезпечення концертів таких зірок, як Таїсія Повалій, Олександр Пономарьов, Ірина Аллегрова, Володимир Кузьмін, Ігор Ніколаєв, гурти «Boney M», Любе та інших.
З 1997 по 2015 роки працює в музичному центрі «Бастер» (Тернопіль).
У 2015 році співпрацює з Едуардом Романютою, який цього року представляв Молдову на пісенному конкурсі «Євробачення».
Розлучений, має доньку Ірину.